# Jollyschnitt

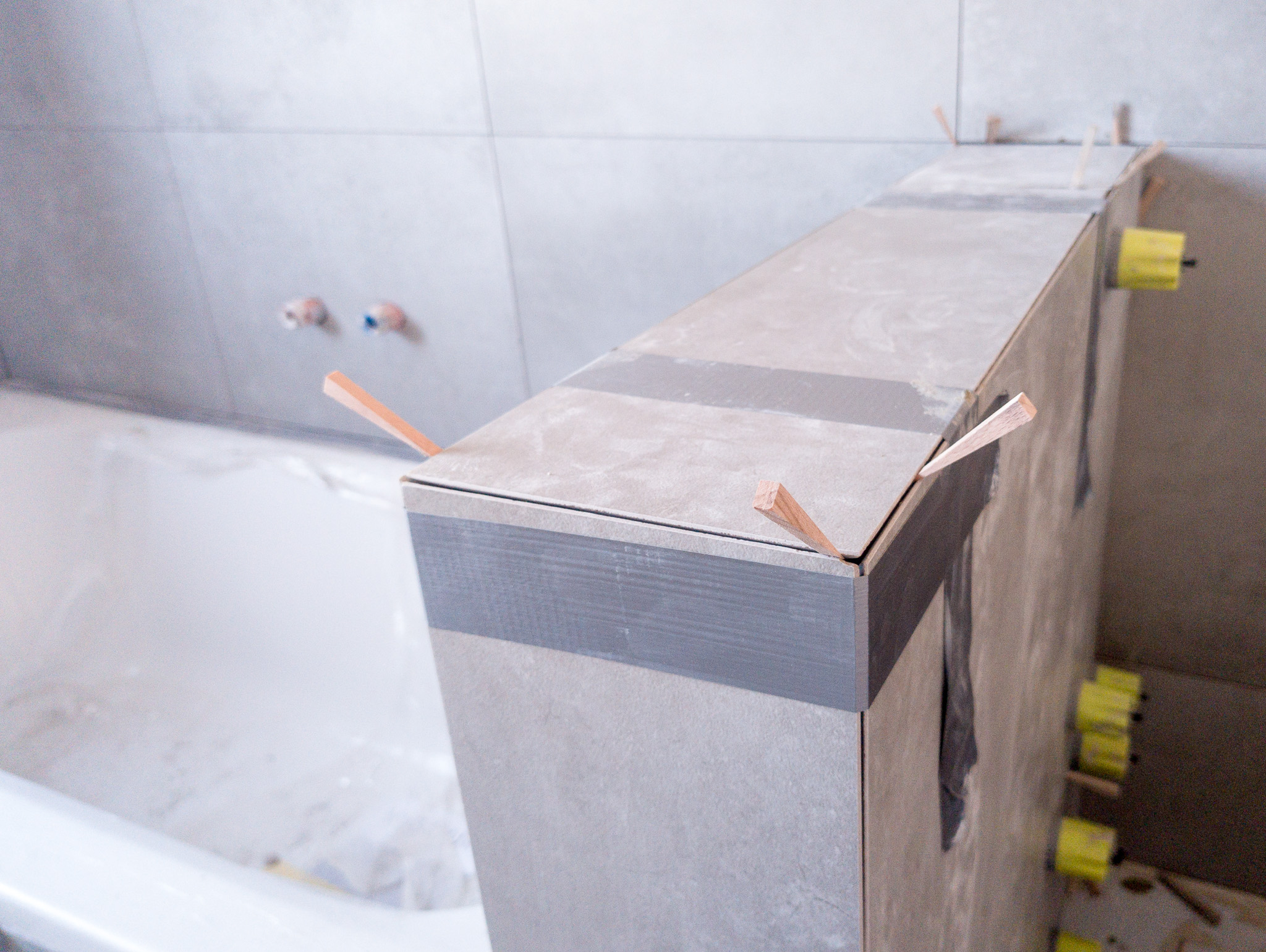
Fliesen im Jollyschnitt während der Verlegung

Der Jollyschnitt ist eine Art des Fliesenschnitts. Während üblicherweise beim fachgerechten Brechen oder Schneiden von Fliesen die neue Kante rechtwinklig zur Fliesenfläche steht, beträgt beim Jollyschnitt dieser Winkel 45 Grad. Es handelt sich um einen Gehrungsschnitt, bei welchem die Fliese „jolly“ geschnitten wird.
Wenn zwei auf 45 Grad geschnittene Fliesenkanten konvex aneinanderstoßen, kann sich die Glasur beider Fliesen fast berühren. Dieses wird bei farbigen Glasuren oder Effekt-Glasuren oft gewünscht, insbesondere wenn ein richtungsdominantes Muster vorliegt.
In der Regel wird der Jollyschnitt mittels einer elektrischen Fliesenschneidemaschine mit Diamantsägeblatt geschnitten.